# Temporada 2021 del Campeonato de España de Turismos
La Temporada 2021 del Campeonato de España de Turismos RACE fue la segunda temporada del nuevo CET tras el retorno de 2019 y tras la cancelación de la temporada 2020 debido a la pandemia de Covid-19. Tras no lograr un éxito en participantes en 2019 suficiente como para crear las dos divisiones iniciales que se querían hacer, en 2021 la RFEDA decide comprar los derechos del TCR Series en España, que hasta entonces habían pertenecido al GT-CER de Vline y al TCR Ibérico de FullEventos. Con ello, se logra doblar los participantes inicialmente previstos y se crea una nueva categoría técnicamente superior al CET, llamada TCR Spain-CEST.

## Novedades del campeonato
- Las carreras del CET Race pasan a ser acompañadas por las carreras del nuevo TCR Spain-CEST, ambas categorías comparten parrilla y una reglamentación deportiva muy similar.
- Las sesiones de entrenamientos libres pasan de 30 a 40 minutos de duración.
- Pasan a puntuar los cinco primeros de la sesión de entrenamientos oficiales (5-4-3-2-1pts), en lugar de los dos primeros.
- Pasan de disputarse 2 carreras de 30min+1v por ronda a 3 carreras de 20min+1v. La parrilla de la tercera carrera se realizará con el segundo mejor tiempo de cada piloto de los entrenamientos oficiales.
- Se elimina el sistema de lastres por quedar 1º, 2º o 3º en pruebas anteriores, se introduce un lastre de 30 kilos extra para los nuevos inscritos al campeonato a partir de la segunda ronda.

Sistema de puntuación del campeonato de pilotos
| Pts      | 5   | 4  | 3  | 2  | 1  |    |    |    |    |    |     |     |     |     |     |     |    |
| Carreras | Pos | 1º | 2º | 3º | 4º | 5º | 6º | 7º | 8º | 9º | 10º | 11º | 12º | 13º | 14º | 15º | VR |
| Carreras | Pts | 40 | 36 | 32 | 24 | 20 | 16 | 12 | 10 | 8  | 6   | 5   | 4   | 3   | 2   | 1   | 2  |

## Calendario

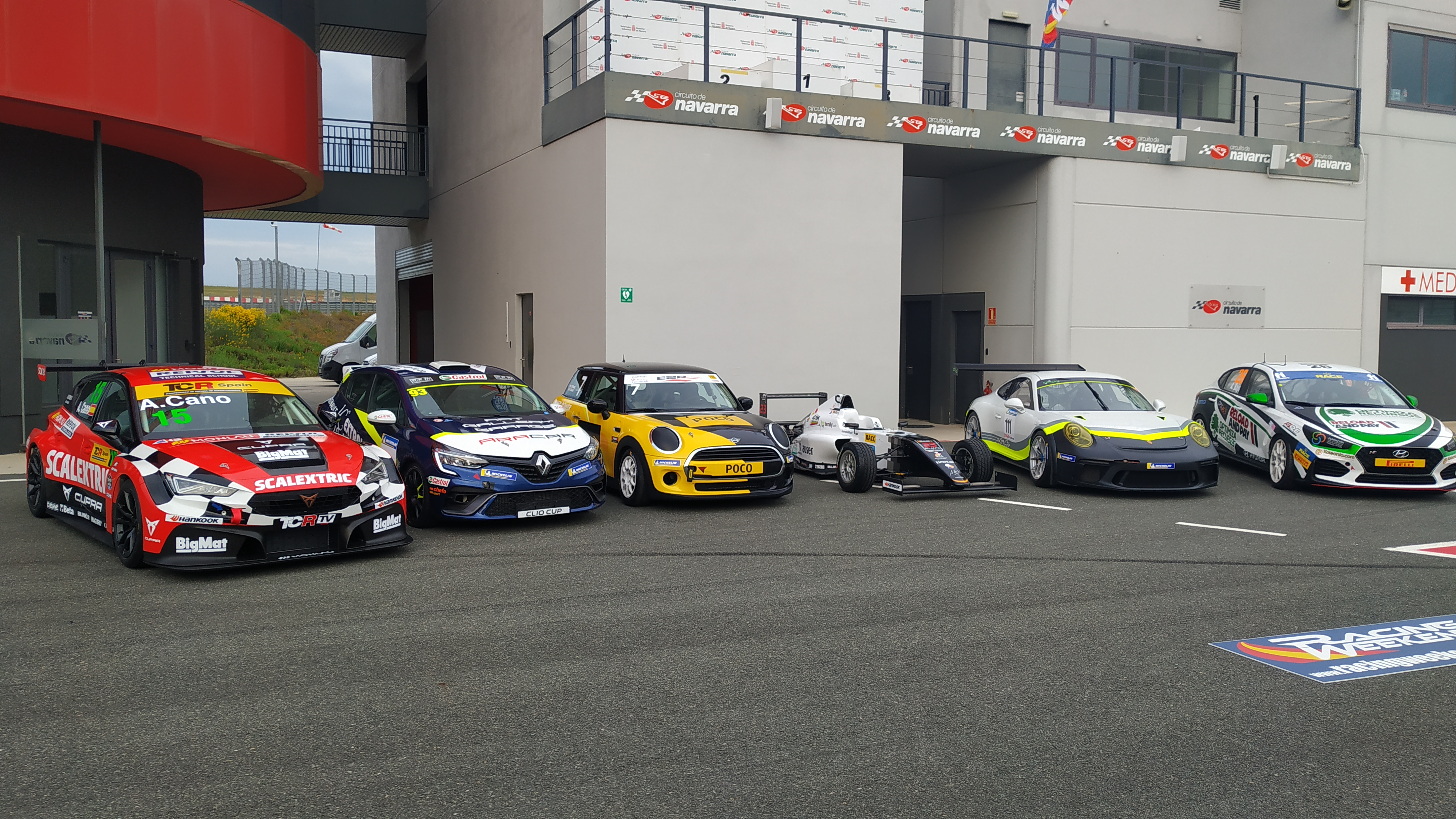
Presentación del Racing Weekend 2021 en el Circuito de Navarra

| Ronda | Ronda | Circuito                       | Fecha            | Acompaña a     |
| ----- | ----- | ------------------------------ | ---------------- | -------------- |
| 1     | C1    | Circuito de Navarra            | 29 de mayo       | Racing Weekend |
| 1     | C2    | Circuito de Navarra            | 30 de mayo       | Racing Weekend |
| 1     | C3    | Circuito de Navarra            | 30 de mayo       | Racing Weekend |
| 2     | C1    | Circuito del Jarama            | 2 de julio       | CRT            |
| 2     | C2    | Circuito del Jarama            | 3 de julio       | CRT            |
| 2     | C3    | Circuito del Jarama            | 3 de julio       | CRT            |
| 3     | C1    | MotorLand Aragón               | 31 de julio      | Racing Weekend |
| 3     | C2    | MotorLand Aragón               | 1 de agosto      | Racing Weekend |
| 3     | C3    | MotorLand Aragón               | 1 de agosto      | Racing Weekend |
| 4     | C1    | Circuito Ricardo Tormo         | 18 de septiembre | Racing Weekend |
| 4     | C2    | Circuito Ricardo Tormo         | 19 de septiembre | Racing Weekend |
| 4     | C3    | Circuito Ricardo Tormo         | 19 de septiembre | Racing Weekend |
| 5     | C1    | Circuito de Cataluña-Barcelona | 13 de noviembre  | Racing Weekend |
| 5     | C2    | Circuito de Cataluña-Barcelona | 14 de noviembre  | Racing Weekend |
| 5     | C3    | Circuito de Cataluña-Barcelona | 14 de noviembre  | Racing Weekend |

## Escuderías y pilotos
TCR Spain-CEST
| Escudería               | Coche                      | N.º | Piloto             | Rondas |
| ----------------------- | -------------------------- | --- | ------------------ | ------ |
| Halder Motorsport       | Honda Civic Type-R TCR FK7 | 7   | Mike Halder        | Todas  |
| Halder Motorsport       | Honda Civic Type-R TCR FK7 | 53  | Michelle Halder    | Todas  |
| Monlau Competición      | CUPRA León Competición TCR | 8   | Alba Cano          | Todas  |
| Volcano Motorsport      | CUPRA León Competición TCR | 16  | Evgeni Leonov      | 5      |
| Volcano Motorsport      | CUPRA León Competición TCR | 96  | Mikel Azcona       | 5      |
| Volcano Motorsport      | CUPRA León Competición TCR | 126 | Isidro Callejas    | 5      |
| SMC Motorsport          | Peugeot 308 TCR            | 19  | Fernando Navarrete | Todas  |
| SMC Motorsport          | Peugeot 308 TCR            | 104 | Alejandro Cutillas | Todas  |
| RC2 Junior Team         | CUPRA León Competición TCR | 101 | Sergio López       | 3-5    |
| P&B Racing              | Hyundai Elantra N TCR      | 124 | Gustavo Moura      | 5      |
| Escudería Costa Daurada | Peugeot 308 TCR            | 126 | Isidro Callejas    | 2      |

CET
| Escudería             | Coche                     | N.º | Piloto                      | Rondas |
| --------------------- | ------------------------- | --- | --------------------------- | ------ |
| SMC Junior Motorsport | Hyundai i30N Fastback CET | 6   | Álvaro Vela                 | 1      |
| SMC Junior Motorsport | Hyundai i30N Fastback CET | 12  | Alejandro Geppert           | Todas  |
| SMC Junior Motorsport | Hyundai i30N Fastback CET | 26  | Álvaro Bajo                 | Todas  |
| Escudería Local Sport | Hyundai i30N CET          | 8   | Luis Barrios                | Todas  |
| Fundación Renault     | Renault Mégane RS CET     | 21  | Lydia Sempere               | Todas  |
| VSR                   | Hyundai i30N CET          | 24  | Iván Velasco                | Todas  |
| Teo Martín Motorsport | Honda Civic Type-R        | 33  | Félix Aparicio              | Todas  |
| Teo Martín Motorsport | Honda Civic Type-R        | 34  | Iñaki Gesalaga              | 1, 3   |
| Teo Martín Motorsport | Honda Civic Type-R        | 34  | Alex Cosin                  | 2      |
| Teo Martín Motorsport | Honda Civic Type-R        | 34  | Miguel Villacieros          | 4-5    |
| UCAV Racing           | Peugeot 308 GTi CET       | 35  | Francisco Puertas           | 1-2    |
| UCAV Racing           | Peugeot 308 GTi CET       | 35  | Nico Abella                 | 4      |
| UCAV Racing           | Peugeot 308 GTi CET       | 35  | José Manuel de los Milagros | 5      |

## Clasificaciones TCR Spain-CEST

### Campeonato de Pilotos
| Pos | Piloto             | NAV | NAV | NAV | NAV | JAR | JAR | JAR | JAR | ARA | ARA | ARA | ARA | CRT | CRT | CRT | CRT | CAT | CAT | CAT | CAT | Retención  | Pts |
| --- | ------------------ | --- | --- | --- | --- | --- | --- | --- | --- | --- | --- | --- | --- | --- | --- | --- | --- | --- | --- | --- | --- | ---------- | --- |
| 1º  | Mike Halder        | T2  | 1   | 2   | 1   | T3  | 1   | 3   | 1   | T2  | 1   | 1   | 1   | T1  | 1   | 2   | 5   | T2  | 2   | 2   | 4   | (572 - 44) | 528 |
| 2º  | Alejandro Cutillas | T1  | 2   | 3   | 4   | T4  | 5   | 5   | 3   | T4  | 3   | 2   | Ret |     | 2   | 1   | 3   |     | 8   | 9   | 6   | (389 - 8)  | 381 |
| 3º  | Michelle Halder    | T5  | 5   | 1   | 2   |     | 6   | DNS | Ret | T3  | 5   | 5   | 3   | T4  | 3   | 5   | 1   | T5  | 3   | 4   | 3   |            | 371 |
| 4º  | Fernando Navarrete | T4  | 4   | 4   | 3   | T1  | 2   | 4   | 4   |     | 4   | 3   | 5   | T2  | 4   | 3   | 6   |     | 10  | 8   | 5   | (363 - 16) | 347 |
| 5º  | Alba Cano          | T3  | 3   | Ret | 5   | T5  | 4   | 1   | 5   | T5  | 2   | 6   | 4   | T5  | 5   | 4   | 2   |     | 6   | 7   | 7   | (340 - 12) | 328 |
| 6º  | Isidro Callejas    |     |     |     |     | T2  | 3   | 2   | 2   |     |     |     |     |     |     |     |     |     | 4   | 3   | Ret |            | 164 |
| 7º  | Sergio López       |     |     |     |     |     |     |     |     | T1  | 6   | 4   | 2   | T3  | 6   | 6   | 4   | T4  | 9   | Ret | Ret |            | 150 |
| 8º  | Mikel Azcona       |     |     |     |     |     |     |     |     |     |     |     |     |     |     |     |     | T1  | 1   | 1   | 1   |            | 131 |
| 9º  | Gustavo Moura      |     |     |     |     |     |     |     |     |     |     |     |     |     |     |     |     | T3  | 5   | 6   | 2   |            | 75  |
| 10º | Evgeni Leonov      |     |     |     |     |     |     |     |     |     |     |     |     |     |     |     |     |     | 7   | 5   | 8   |            | 42  |

| Pos | Piloto             | Pts |
| --- | ------------------ | --- |
| 1   | Alejandro Cutillas | 512 |
| 2   | Michelle Halder    | 503 |
| 3   | Isidro Callejas    | 213 |
| 4   | Gustavo Moura      | 111 |

| Pos | Piloto          | Pts |
| --- | --------------- | --- |
| 1   | Michelle Halder | 541 |
| 2   | Alba Cano       | 530 |

| Pos | Equipo                  | Pts |
| --- | ----------------------- | --- |
| 1   | Halder Motorsport       | 832 |
| 2   | SMC Motorsport          | 688 |
| 3   | Monlau Competición      | 320 |
| 4   | Volcano Motorsport      | 186 |
| 5   | RC2 Junior Team         | 140 |
| 6   | Escudería Costa Daurada | 104 |
| 7   | P&B Racing              | 72  |

## Clasificaciones CET

### Campeonato de Pilotos
| Pos | Piloto                      | NAV | NAV | NAV | NAV | JAR | JAR | JAR | JAR | ARA | ARA | ARA | ARA | CRT | CRT | CRT | CRT | CAT | CAT | CAT | CAT | Retención  | Pts |
| --- | --------------------------- | --- | --- | --- | --- | --- | --- | --- | --- | --- | --- | --- | --- | --- | --- | --- | --- | --- | --- | --- | --- | ---------- | --- |
| 1º  | Félix Aparicio              |     | 4   | 4   | 7   | T2  | 3   | 1   | 3   | T1  | 2   | 5   | 2   | T1  | 1   | 1   | 1   | T3  | 5   | 1   | 2   | (501 - 34) | 467 |
| 2º  | Álvaro Bajo                 | T1  | 1   | 3   | 3   | T3  | 2   | 4   | 1   | T5  | 3   | 1   | 3   | T4  | 4   | 7   | Ret | T5  | 4   | 4   | 3   | (440 - 12) | 440 |
| 3º  | Luis Barrios                | T5  | 3   | 6   | 6   | T5  | 5   | 2   | 2   | T4  | 5   | 3   | 5   | T5  | 2   | 5   | 3   |     | 7   | 3   | 5   | (385 - 28) | 357 |
| 4º  | Alejandro Geppert           | T2  | 2   | 2   | 2   |     | DNS | Ret | 5   | T3  | 4   | 2   | 4   | T2  | 5   | 3   | 6   | T2  | 2   | 5   | DNS |            | 355 |
| 5º  | Iván Velasco                | T3  | 7   | 1   | 1   | T1  | 1   | 5   | 6   | T2  | 1   | Ret | 1   |     | DSQ | DSQ | DSQ | T4  | 3   | DSQ | DNS |            | 300 |
| 6º  | Miguel Villacieros          |     |     |     |     |     |     |     |     |     |     |     |     | T3  | 3   | 2   | 2   | T1  | 1   | 2   | 1   |            | 232 |
| 7º  | Lydia Sempere               |     | 6   | 8   | 8   |     | Ret | 6   | 7   |     | 6   | 4   | 6   |     | 7   | 6   | 5   |     | Ret | DNS | DNS |            | 168 |
| 8º  | Alex Cosin                  |     |     |     |     | T4  | 4   | 3   | 4   |     |     |     |     |     |     |     |     |     |     |     |     |            | 82  |
| 9º  | Nico Abella                 |     |     |     |     |     |     |     |     |     |     |     |     |     | 6   | 4   | 4   |     |     |     |     |            | 64  |
| 10º | Iñaki Gesalaga              |     | 5   | 7   | 5   |     | DNS | DNS | DNS |     |     |     |     |     |     |     |     |     |     |     |     |            | 52  |
| 11º | Francisco Puertas           | T4  | DNS | 5   | 4   |     | Ret | DNS | Ret |     |     |     |     |     |     |     |     |     |     |     |     |            | 46  |
| 12º | José Manuel de los Milagros |     |     |     |     |     |     |     |     |     |     |     |     |     |     |     |     |     | 6   | DSQ | 4   |            | 40  |
| 13º | Álvaro Vela                 |     | DNS | DSQ | DNS |     |     |     |     |     |     |     |     |     |     |     |     |     |     |     |     |            | 0   |

| Pos | Piloto            | Pts |
| --- | ----------------- | --- |
| 1   | Félix Aparicio    | 547 |
| 2   | Alejandro Geppert | 478 |
| 3   | Lydia Sempere     | 396 |
| 4   | Francisco Puertas | 62  |

| Pos | Equipo                | Pts |
| --- | --------------------- | --- |
| 1   | Teo Martín Motorsport | 772 |
| 2   | SMC Motorsport        | 712 |
| 3   | Escudería Local Sport | 344 |
| 4   | VSR Esport            | 292 |
| 5   | UCAV Racing           | 180 |
| 6   | Fundación Renault     | 178 |